# Oempa Loempa's
De Oempa Loempa's vormen een klein fictief dwergenvolk, dat voorkomt in de boeken Sjakie en de chocoladefabriek en Sjakie en de grote glazen lift van schrijver Roald Dahl. De Oempa Loempa's komen uit Loempaland en zijn de enige personen aan wie chocolademaker Willy Wonka het toestaat dat ze werken in Wonka's chocoladefabriek. De Oempa Loempa's komen in lengte ongeveer tot de knie, hebben een wilde bos groen haar (in Sjakie en de chocoladefabriek bruin haar), en hun loon wordt uitbetaald in cacaobonen, hun favoriete voedsel.
Toen Wonka nog mensen in dienst had, bleken er regelmatig spionnen in zijn fabriek te werken, die zijn nieuwste ideeën stalen. Om deze reden sloot Wonka zijn fabriek. Tijdens een reis op zoek naar nieuwe ideeën voor zijn chocolade, liep Wonka het volk tegen het lijf. Oempa Loempa's wonen in boomhuizen om zich te beschermen tegen roofdieren. Ze zijn dol op cacaobonen, maar die zijn voor hen door de roofdieren zo goed als onbereikbaar. Een Oempa Loempa mocht zich gelukkig prijzen als hij er enkele per jaar of in zijn hele leven vond. Noodgedwongen leefden ze op het enige voedsel dat makkelijk beschikbaar was: groene rupsen. Dit walgelijke voedsel en het harde jungleleven waren ze meer dan zat, dus waren ze van harte bereid om voor Wonka te komen werken toen deze aanbood hen uit te betalen in cacaobonen en chocola. Wonka liet het hele volk naar de fabriek verschepen. Zo kon hij zijn fabriek weer openen zonder bang te hoeven zijn voor spionage van zijn concurrenten. De eerste mens naast Willy Wonka die ze zag was de zeer verwende Veruca Salt (Veruca Peper). Zij zag ze tijdens de rondleiding door de fabriek verschijnen in de chocoladehal.
Behalve van cacaobonen houden Oempa Loempa's ook erg van zingen. Dit is duidelijk te horen in de films van Sjakie en de Chocoladefabriek. Volgens Wonka zijn hun liederen geïmproviseerd en moet men ze niet te serieus nemen. Ze zijn ondeugend en zien het leven als één grote grap. Na de verdwijning van ieder kind zingen ze een liedje, waar toch een zekere moraal uit blijkt:
- Augustus Gloop (Caspar Slok): een liedje over hoe dit vervelende gulzige jongetje wordt verwerkt tot een stuk marsepein.
- Violet Beauregarde (Violet Beauderest): een liedje over haar constante kauwgomgekauw, eindigend met de voorspelling dat ze op een dag niet meer kan stoppen met kauwen en haar tong af zal bijten.
- Veruca Salt (Veruca Peper): een liedje over hoe ze in het riool allerlei nieuwe vriendinnetjes zal vinden: een rotte vissenkop, een beschimmeld stuk brood, etc. Deze "vriendinnetjes" zijn in de film uit 2005 ook te zien. Ze worden in deze film tijdens het zingen van het lied door de Oempa Loempa's in het vuilnisgat gegooid, achter Veruca aan.
- Mike Teavee (Joris Teevee): een lied over hoe het voortdurend televisie kijken kinderen achterlijk zou maken, en dat lezen veel beter is.

Ook in Sjakie en de grote glazen lift laten de Oempa Loempa's hun muzikale talenten blijken. Ze zingen nadat de vier grootouders verjongingsmedicijnen hebben ingenomen en zijn getransformeerd tot baby's, een liedje over de gevolgen van het roekeloos snoepen van medicijnen. Ook zingen ze een welkomstlied bij de terugkeer van de Grote Glazen Lift in de fabriek.
De Oempa Loempa's hebben een dorp dat in de fabriek staat. Sjakie ziet kort een glimp hiervan vanuit de glazen lift.
De Oempa Loempa’s werden oorspronkelijk omschreven als zwarte pygmeeën, iets wat door critici als racistisch werd gezien. Daarom veranderde Dahl dit in een latere, herziene versie van zijn boek. De Oempa Loempa's werden kleine mannetjes uit Zuid-Amerika (wat logischer is aangezien de cacao daar ook oorspronkelijk vandaan komt, maar ook beledigend voor de inheemse bewoners). 
De term wordt soms wel eens overdrachtelijk (op humoristische maar mild denigrerende wijze) gebruikt voor werknemers, waarbij gerefereerd wordt aan ondergeschiktheid, saai of repetitief werk, of slechte beloning ("Ze behandelen ons als Oempa-Loempa´s", "Kan je je Oempa-Loempa´s vragen alle brieven aan de debiteuren voor vrijdag voor te bereiden?").